# Los peruanos pasan
Los peruanos pasan es una marcha militar peruana compuesta por el músico peruano Carlos Valderrama Herrera. Es una de las marchas más populares del ejército peruano.
Valderrama la compuso y dio a conocer en 1934 como un tributo musical a la Virgen de las Mercedes, patrona de las Armas del Perú. Fue ejecutada por primera vez en el Cuartel de Sacramentos de Santa Ana. 
Marcha en ritmo 2/4, con reminiscencias de tambores y trompetas romanas, incorpora sonidos vinculados al «pasodoble»  ibérico e influencias de la tradición pentatónica andina.
Es interpretada en los desfiles oficiales peruanos, como el de la fiesta nacional y en ceremonias de importancia civil y militar.